# Gyōji Matsumoto
Gyōji Matsumoto (松本 暁司?, Matsumoto Gyōji; Urawa, 13 agosto 1934 – Prefettura di Saitama, 2 settembre 2019) è stato un calciatore giapponese, di ruolo portiere.